# Hyloxalus vertebralis
Espèce
Synonymes
- Phyllodromus vertebralis Boulenger, 1899
- Colostethus vertebralis (Boulenger, 1899)

Statut de conservation UICN

 CR A2ace : 
En danger critique
Hyloxalus vertebralis est une espèce d'amphibiens de la famille des Dendrobatidae.

## Répartition
Cette espèce est endémique du sud de l'Équateur. Elle se rencontre de 1 770 à 3 500 m d'altitude.

## Description
Les mâles mesurent de 14,1 à 17,5 mm et les femelles de 17,0 à 20,2 mm.

## Publication originale
- Boulenger, 1899 : Descriptions of new reptiles and batrachians collected by Mr. P.O. Simons in the Andes of Ecuador. Annals and Magazine of Natural History, sér. 7, vol. 4, p. 454-457 (texte intégral).